# Григораш Ніна Павлівна
Ніна Павлівна Григора́ш (11 лютого 1912, Катеринослав — 2002, Дніпропетровськ) — український мистецтвознавець і музеєзнавець; член Спілки радянських художників України з 1965 року.

## Біографія
Народилася 11 лютого 1912 року в місті Катеринославі (нині Дніпро, Україна). 1934 року закінчила Дніпропетровський художньо-педагогічний технікум і упродовж 1934—1944 років працювала науковим співробітником Дніпропетровського художнього музею. З 1947 року по 1960-ті роки працювала методистом Дніпропетровського будинку народної творчості.
1963 року закінчила Ленінградський інститут живопису, скульптури та архітектури імені Іллі Рєпіна, де навчалася у Ігоря Бартенєва, Михайла Доброклонського, Авраама Кагановича, Ганни Чубової. Протягом 1960—1970-х років працювала лектором наукового товариства «Знання».
Мешкала у Дніпропетровську в будинку на вулиці Кірова, № 10, квартира № 2. Померла у Дніпропетровську 2002 року.

## Наукова діяльність
Працювала в галузі мистецтвознавства та художньої критики. Досліджувала народне мистецтво Дніпропетровщини, зокрема петриківський розпис. Серед робіт:
- стаття «Художники села Петриковки» / «Декоративное искусство СССР», 1958, № 6 (у співавторстві);
- вступні статті та складання каталогів, виданих у Дніпропетровську, художників: Анатолія Щукіна (1959); П. Кравцова (1961);
- стаття «Плакаты народного мастера» // «Декоративное искусство СССР», 1967, № 11.

З 1945 року публікувала статті в республіканських газетах про творчість дніпропетровських художників.